# Cadmiumbromid
Cadmiumbromid, CdBr2, ist eine chemische Verbindung des Cadmiums mit Brom.

## Gewinnung und Darstellung
Die Darstellung von Cadmiumbromid gelingt aus den Elementen bei erhöhter Temperatur.
{\displaystyle \mathrm {Cd+Br_{2}\longrightarrow CdBr_{2}} }
Weiterhin kann es auch durch Auflösen von Cadmium in Bromwasserstoffsäure und anschließender Kristallisation dargestellt werden.

## Eigenschaften
Cadmiumbromid liegt als farblose, hexagonale, permuttglänzende Schuppen vor und ist sehr hygroskopisch. Es besitzt eine Kristallstruktur vom Cadmiumchlorid-Typ (a = 398,5, c = 1884 pm). Aus einer Lösung von Cadmiumbromid in Wasser kristallisiert oberhalb von 36 °C das Monohydrat, unterhalb dieser Temperatur das Tetrahydrat aus.

## Verwendung
Cadmiumbromid wird als Ausgangsstoff zur Herstellung von Cadmium-Wolfram-Bromid-Komplexverbindungen verwendet. Früher kam es auch zur Herstellung von Bromsilber-Gelatine für fotografische Aufnahmen zum Einsatz.